# Christian Wallumrød
Christian Wallumrød (Kongsberg, 1971) è un pianista, tastierista, compositore e improvvisatore norvegese.
È considerato uno dei maggiori rappresentanti della scena musicale contemporanea norvegese, insieme a nomi come Trygve Seim, Nils Økland e Arve Henriksen.

## Gli inizi
Si avvicina al pianoforte a dodici anni; le prime influenze musicali derivano dal pop e dalla musica da chiesa. Scopre il jazz intorno ai quindici, tramite il suo insegnante Egil Kapstad. In seguito studia jazz e improvvisazione al Conservatorio di Trondheim, dove nel 1992 incontra Arve Henriksen e Trygve Seim, anch'essi studenti nello stesso dipartimento, iniziando subito a collaborare con loro. Nel 1994 registra un disco con il quartetto Airamero (con Trygve Seim ai sassofoni, Johannes Eick al contrabbasso e Per Oddvar Johansen alla batteria): in questo lavoro giovanile è evidente l'influenza del jazz europeo degli anni '70 e '80, così come lo stile pianistico derivato da Paul Bley e Keith Jarrett. In questo periodo Wallumrød e i colleghi attirano le prime attenzioni del produttore tedesco Manfred Eicher, direttore dell'etichetta discografica ECM.
La ricerca di una relazione sempre più personale tra composizione e improvvisazione lo porta negli anni successivi a sperimentare diverse formazioni, come il trio Close Erase con il bassista Ingebrigt Håker Flaten e il già citato Johansen alla batteria. Questo gruppo elaborerà, nei suoi oltre dieci anni di attività (il primo album, omonimo, risale al 1996 - l'ultimo, Sport Rocks, è del 2006) una direzione sempre più elettronica - dall'iniziale formazione piano-contrabbasso-batteria mutuata dal jazz - approdando a un assetto decisamente rock, in cui piano e contrabbasso lasciano spazio ai sintetizzatori e al basso elettrico con effetti.

## L'esordio discografico con ECM:No Birch(1998) eSofienberg Variations(2003)
Il debutto vero e proprio per ECM avviene nel 1998 con la pubblicazione dell'album No Birch, in trio con il trombettista Arve Henriksen e il percussionista classico Hans-Kristian Kjos Sørensen. Il gruppo era già attivo da qualche anno (l'incisione risale al 1996), prevalentemente come ensemble di improvvisazione: in studio i musicisti decidono di registrare anche alcune composizioni proprie. In questo prezioso lavoro di esordio molto spazio è concesso al silenzio, non è mai presente una reale pulsazione ritmica, e il suono dei tre musicisti è estremamente curato. Nel pianismo di Wallumrød si sente qualche memoria della sua formazione jazzistica e moderna, soprattutto in The Birch, delicato corale armonizzato con accordi mutuati da Bill Evans (che a sua volta traeva un'importante ispirazione armonico-timbrica da Debussy).
Parallelamente, sempre tra la fine degli anni '90 e i primi 2000, Wallumrød approfondisce il suo rapporto con strumenti di estrazione classica-folk, come l'arpa (collaborazioni con Iro Haarla) e gli strumenti ad arco; egli stesso affianca sempre più spesso al pianoforte un harmonium da tavolo indiano e un toy piano (uguale a quello utilizzato da John Cage per comporre la sua Suite for Toy Piano). Per assistere al nuovo lavoro discografico per l'etichetta tedesca bisognerà però attendere il 2003, anno di uscita di Sofienberg Variations (registrato a fine 2001), in cui Wallumrød è alla testa di un nuovo gruppo (d'ora in avanti denominato più genericamente "ensemble"), interamente dedicato alle composizioni del pianista: un quartetto che comprende Nils Økland, violinista e violista suggerito dallo stesso Eicher, Henriksen e Johansen (Trygve Seim è ospite al sax tenore in alcune tracce). A partire da questo lavoro le intenzioni di Wallumrød sono sempre più chiare: eliminare o comunque ridurre il più possibile i confini tra ciò che è scritto e ciò che è improvvisato, evitando l'avvicendarsi degli assolo caro al jazz; esplorare il suono degli strumenti in modo timbricamente creativo, oltre il loro ruolo tradizionale (elemento che lo accomuna a compositori contemporanei come Cage e György Kurtág).

## L'apice del quartetto:A Year From Easter(2005) - Il sestetto:The Zoo Is Far(2007)
Nel 2005 viene pubblicato il terzo album per ECM, A Year From Easter, in cui è ampiamente confermata la prolificità compositiva del pianista norvegese nonché l'affiatamento del gruppo. Il personalissimo suono di Henriksen conferisce a ogni tema numerose suggestioni - dal folk giapponese alle sonorità più contemporanee - mantenendo una tensione emotiva costante.

Il 2007 è l'anno di uscita di The Zoo Is Far, in cui due nuovi strumenti entrano nell'ensemble: l'arpa barocca di Giovanna Pessi e il violoncello di Tanja Orning. Entrambe le musiciste provengono dalla musica colta. Il violino, la viola e il violino folk (Hardingfele) sono affidati a Gjermund Larsen, che sostituisce Økland. Wallumrød aveva deciso di coinvolgere l'arpa dopo l'incontro con la Pessi nel 2003 e in seguito all'esperienza in trio con Iro Haarla e il percussionista Ingar Zach.

La musica di Wallumrød, pur non dando mai l'impressione di rigidità, è scritta in modo sempre più dettagliato. Gli spazi improvvisativi fungono più da piccoli interludi tra una composizione e l'altra invece di creare forme complesse. I singoli musicisti caratterizzano fortemente l'interpretazione delle composizioni, spesso costruite su pochi elementi sapientemente sviluppati nello spazio sonoro. Oltretutto, il sestetto non improvvisa praticamente mai come gruppo completo: vengono a crearsi dei duo, dei trii o anche alcuni momenti in solo. Le influenze sono molteplici ma mai dichiarate espressamente: musica barocca (nel repertorio del sestetto appaiono due personali rivisitazioni di una Fantasia di Henry Purcell e di una sonata di Domenico Scarlatti), folk e musica liturgica del nord Europa,  minimalismo, musica colta dell'est europeo del secondo dopoguerra (Ligeti e Kurtág), gospel, echi di serialismo.

## Fabula Suite Lugano(2009) e l'incontro con Eivind Lønning
Nel 2008 Henriksen decide di proseguire la sua collaborazione con Wallumrød unicamente nel quartetto con Økland e Johansen, lasciando libero il posto nel sestetto. Wallumrød decide di coinvolgere il giovane trombettista Eivind Lønning, conosciuto grazie a un progetto collaterale. La personalità di Henriksen, non facile da sostituire data la sua unicità, sembra trovare in questo nuovo musicista l'elemento ottimale per un fruttuoso passaggio di testimone. Infatti Lønning conduce una ricerca sul suono del suo strumento molto profonda e spesso radicale (soffi, schiocchi, fruscii, armonici), particolarmente evidente nel lavoro in duo con il sassofonista Espen Reinertsen chiamato Streifenjunko.
Con questo nuovo assetto l'ensemble registra nel 2008 Fabula Suite Lugano, sempre per ECM e grazie alla collaborazione di Paolo Keller della Radio Svizzera Italiana, il quale ha reso possibile la registrazione nello splendido Auditorio "Stelio Molo" situato, come cita il titolo stesso dell'album, nella città ticinese. Attualmente il sestetto è il progetto principale di Wallumrød, ed è impegnato in diversi concerti in varie parti del mondo. L'Italia ha ospitato questo gruppo già tre volte fra il 2009 e il 2010, rispettivamente a Novara, Foligno e Milano in occasione di rassegne dedicate al jazz e alla musica improvvisata.

## Il collettivoDans Les Arbrese l'album omonimo
Nel 2006 avviene un nuovo incontro (avevano già lavorato insieme anni prima) tra Wallumrød e i gli improvvisatori norvegesi Ingar Zach (percussioni) e Ivar Grydeland (chitarra e banjo preparati). A loro si unisce il clarinettista francese Xavier Charles. Insieme registrano un album per ECM che esce nel 2008 con il titolo Dans Les Arbres. Le musiche sono totalmente improvvisate, ma è sempre presente una raffinata ricerca timbrica e spaziale. Il quartetto suona diversi concerti in Europa e negli Stati Uniti.